# Eufriesea bare
Eufriesea bare är en biart som beskrevs av González och Gaiani 1989. Eufriesea bare ingår i släktet Eufriesea, tribus orkidébin, och familjen långtungebin. Inga underarter finns listade.